# غرانت غيليسبي
غرانت غيليسبي (بالإنجليزية: Grant Gillespie)‏ (2 يوليو 1991 في المملكة المتحدة - ) هو لاعب كرة قدم بريطاني في مركز الوسط. لعب مع هاميلتون أكاديميكال.

## وصلات خارجية
- غرانت غيليسبي على موقع قاعدة بيانات كرة القدم.إي يو (الإنجليزية)
- غرانت غيليسبي على موقع Soccerway.com (الإنجليزية)